# Безсмертна людина (фільм)
«Безсмертна людина» — історична кримінальна драма, знята Томом Гарпером за сценарієм Стівена Найта. Це продовження британського телесеріалу «Гострі картузи» (2013—2022), у якому головну роль зіграв Кілліан Мерфі разом із акторським ансамблем, у тому числі Полом Андерсоном, Стівеном Гремом, Софі Рандл, Недом Деннехі, Пеккі Лі та Ієном Пеком, які повторюють свої ролі.
Розповсюдженням фільму займатиметься Netflix.

## Акторський склад
- Кілліан Мерфі в ролі Томаса Шелбі
- Пол Андерсон у ролі Артура Шелбі
- Стівен Грем у ролі Хайдена Стегга
- Софі Рандл — Ада Торн, уроджена Шелбі
- Нед Деннехі в ролі Чарлі Стронга
- Пеккі Лі в ролі Джонні Догса
- Ян Пек у ролі Кучерявого
- Ребекка Фергюсон
- Баррі Кеоган
- Тім Рот
- Джей Лікурго

## Виробництво
Британський телесеріал «Гострі картузи» виходив протягом шести сезонів між 2013 і 2022 роками У січні 2021 року творець серіалу Стівен Найт обговорив майбутнє історії про «Гострих картузів» перед завершенням шостої серії та запропонував зняти повнометражний фільм як продовження історії.
Розмовляючи з журналом Rolling Stone у травні 2023 року, актор Кілліан Мерфі, який зіграв головного героя Томмі Шелбі в усіх шести серіалах, висловив готовність повернутися до персонажа. У грудні 2023 року Найт підтвердив, що завершує роботу над сценарієм для фільму.
У березні 2024 року Найт підтвердив, що Мерфі повернеться до фільму, щоб повторити свою роль Томмі Шелбі. Очікувалося, що основні зйомки розпочнуться у вересні 2024 року в Дігбеті на Knight's Digbeth Loc Studios. Продюсерами фільму є Найт, Керін Мандабах, Мерфі та Гай Хілі. У липні 2024 року до акторського складу приєдналася Ребекка Фергюсон. У серпні Баррі Кеоган приєднався до акторського складу, а Netflix займається розповсюдженням. У вересні до акторського складу приєдналися Тім Рот і Джей Лікурго.

### Зйомки
Основні зйомки розпочалися 30 вересня 2024 року в Digbeth Loc Studios у Бірмінгемі та у Вест-Мідлендсі. Вищезазначені зйомки в Сент-Хеленсі проходили в колишній будівлі Пілкінгтон. Зйомки завершилися 13 грудня